# Tour de France 2013/6. Etappe
Die 6. Etappe der Tour de France 2013 fand am 4. Juli 2013 statt. Sie führte von Aix-en-Provence über 176,5 km nach Montpellier. Im Verlauf der Etappe gab es eine Bergwertung der vierten Kategorie sowie eine Sprintwertung. Damit zählt die sechste Etappe als Flachetappe. Es gingen noch 193 Fahrer an den Start.

## Rennverlauf
Der Spanier Luis Ángel Maté griff noch im ersten Kilometer an und fuhr allein einen Vorsprung von fast sechs Minuten heraus. Jedoch schmolz der Rückstand des Hauptfeldes genauso schnell wieder und Maté wurde bei Kilometer 44 vom Peloton eingeholt. Da nun keine Ausreißer mehr vorn lagen, wurde der Zwischensprint im Feld entschieden. Hier setzte sich André Greipel vor Mark Cavendish und Alexander Kristoff durch. Die anschließende einzige Bergwertung am Col de la Vayède gewann Kanstanzin Siuzou ohne Gegenwehr, er bekam dadurch einen Punkt in der Bergwertung.
Im Folgenden verlief die Etappe unspektakulär, das Hauptfeld blieb größtenteils geschlossen und so kam es auch beim Zielsprint zur Entscheidung im Peloton. Diesen gewann erneut Greipel, vor dem Führenden der Punktewertung, Peter Sagan, und Marcel Kittel. Der Träger des Gelben Trikots, Simon Gerrans, hatte sich absichtlich zurückfallen lassen, um seinem Teamkollegen, dem Südafrikaner Daryl Impey, das Gelbe Trikot zu überlassen. Damit ging Impey als erster Afrikaner, der das Gelbe Trikot trug, in die Geschichte der Tour der France ein.

## Aufgaben
- Jurgen van den Broeck (21) – nicht zur Etappe angetreten
- Fredrik Kessiakoff (67) – Aufgabe während der Etappe
- Nacer Bouhanni (73) – Aufgabe während der Etappe
- Maxime Bouet (83) – nicht zur Etappe angetreten

## Punktewertungen
| Zwischensprint in Maussane-les-Alpilles nach 63 km auf 32 m |                        |                           |         |
| 1.                                                          | Deutschland            | André Greipel (LTB)       | 20 Pkt. |
| 2.                                                          | Vereinigtes Konigreich | Mark Cavendish (OPQ)      | 17 Pkt. |
| 3.                                                          | Norwegen               | Alexander Kristoff (KAT)  | 15 Pkt. |
| 4.                                                          | Slowakei               | Peter Sagan (CAN)         | 13 Pkt. |
| 5.                                                          | Belgien                | Gert Steegmans (OPQ)      | 11 Pkt. |
| 6.                                                          | Spanien                | Juan Antonio Flecha (VCD) | 10 Pkt. |
| 7.                                                          | Italien                | Fabio Sabatini (CAN)      | 9 Pkt.  |
| 8.                                                          | Polen                  | Michał Kwiatkowski (OPQ)  | 8 Pkt.  |
| 9.                                                          | Frankreich             | Sylvain Chavanel (OPQ)    | 7 Pkt.  |
| 10.                                                         | Niederlande            | Danny van Poppel (VCD)    | 6 Pkt.  |
| 11.                                                         | Slowakei               | Peter Velits (OPQ)        | 5 Pkt.  |
| 12.                                                         | Vereinigte Staaten     | Brent Bookwalter (BMC)    | 4 Pkt.  |
| 13.                                                         | Kanada                 | Svein Tuft (OGE)          | 3 Pkt.  |
| 14.                                                         | Deutschland            | Marcus Burghardt (BMC)    | 2 Pkt.  |
| 15.                                                         | Australien             | Brett Lancaster (OGE)     | 1 Pkt.  |

| Zielsprint in Montpellier nach 176,5 km auf 55 m |                        |                              |         |
| 1.                                               | Deutschland            | André Greipel (LTB)          | 45 Pkt. |
| 2.                                               | Slowakei               | Peter Sagan (CAN)            | 35 Pkt. |
| 3.                                               | Deutschland            | Marcel Kittel (ARG)          | 30 Pkt. |
| 4.                                               | Vereinigtes Konigreich | Mark Cavendish (OPQ)         | 26 Pkt. |
| 5.                                               | Spanien                | Juan José Lobato (EUS)       | 22 Pkt. |
| 6.                                               | Norwegen               | Alexander Kristoff (KAT)     | 20 Pkt. |
| 7.                                               | Spanien                | José Joaquín Rojas Gil (MOV) | 18 Pkt. |
| 8.                                               | Niederlande            | Danny van Poppel (VCD)       | 16 Pkt. |
| 9.                                               | Italien                | Roberto Ferrari (LAM)        | 14 Pkt. |
| 10.                                              | Frankreich             | Samuel Dumoulin (ALM)        | 12 Pkt. |
| 11.                                              | Frankreich             | Cyril Lemoine (SOJ)          | 10 Pkt. |
| 12.                                              | Norwegen               | Edvald Boasson Hagen (SKY)   | 8 Pkt.  |
| 13.                                              | Sudafrika              | Daryl Impey (OGE)            | 6 Pkt.  |
| 14.                                              | Spanien                | Juan Antonio Flecha (VCD)    | 4 Pkt.  |
| 15.                                              | Australien             | Matthew Goss (OGE)           | 2 Pkt.  |